# Guy-Michel Landel
Guy Lucien Michel Landel (Conakry, 1990. július 7. –) guineai labdarúgó, a török Orduspor középpályása.

## Pályafutása

### A válogatottban
2013. június 16-án játszott először a guineai válogatottban a Zimbabwe elleni mérkőzésen. Első gólját a válogatottban 2014. május 25-én szerezte a Mali elleni barátságos találkozón. Részt vett a 2015-ös afrikai nemzetek kupáján, ahol a csapatával negyeddöntős lett.